# Find New Zealand Artists
Find New Zealand Artists (FNZA) je zbirka podatkov, ki sta jo leta 2013 ustvarili Aucklandska umetnostna galerija Toi o Tāmaki in Christchurška umetnostna galerija Te Puna o Waiwhetu. Sestavljena je iz zapisov dvanajstih novozelandskih umetniških galerij in knjižnic, na začetku je vsebovala podatke o več kot 17.000 novozelandskih umetnikih.
Od marca 2021 spletna baza podatkov zapise o več kot 20.000 umetnikih.